# 克盧濟夫
48°57′38″N 24°43′32″E / 48.96056°N 24.72556°E
克盧濟夫（羅馬化：Kluziv）是烏克蘭西部的村莊，隸屬伊萬諾-弗蘭科夫斯克州的伊萬諾-弗蘭科夫斯克區。該村始建於1457年，面積3.88平方公里，人口523，人口密度每平方公里83.3人。